# Helen Vita
Pour les articles homonymes, voir Vita (homonymie).
Helen Vita, de son vrai nom Helene Vita Elisabeth Reichel (née le 7 août 1928 à Hohenschwangau, morte le 16 février 2001 à Berlin) est une chanteuse et actrice suisse.

## Biographie
Helen Vita est la fille du chef d'orchestre Anton Reichel et de la violoniste Jelena Pacic. Après son expulsion d'Allemagne, la famille s'installe en 1939 à Genève, d'où vient le père.
Après une formation de comédienne au Conservatoire de Genève, elle fait sa première apparition sur scène au théâtre du Vieux-Colombier à Paris. Elle est ensuite engagée deux ans au Schauspielhaus de Zurich, où elle joue Maître Puntila et son valet Matti. Bertolt Brecht reconnaît son talent comique et l'invite à jouer dans ce genre. Mais elle refuse d'intégrer le Berliner Ensemble, car elle ne partage pas son engagement politique. Elle vient au Cabaret Fédéral à Zurich en 1949. En 1952, elle arrive à Munich. Elle rencontre Friedrich Hollaender qui la fait chanter. Elle participe au cabaret Die Wühlmäuse à Berlin. En 1956, elle épouse le compositeur Walter Baumgartner et a deux enfants. En 1965, la famille s'installe à Berlin.
Helen Vita commence une carrière au cinéma au début des années 1950. Elle jouera dans une soixantaine de films au cinéma et à la télévision, souvent des comédies populaires, où elle donne la réplique à Caterina Valente et Sonja Ziemann. L'image de la "garce en talons aiguilles" lui colle à la peau. On lui reconnaît son talent dramatique lorsqu'elle est mise en scène par Rainer Werner Fassbinder.
Elle crée le scandale durant les années 1960 lorsqu'elle interprète des chansons paillardes françaises adaptées par Walter Brandin. Elles sont alors interdites, ce qui assure le succès.

## Filmographie
- 1947 : Torrents
- 1952 : Palast-Hotel
- 1953 : Man nennt es Liebe
- 1954 : 08/15
- 1954 : Liebe und Trompetenblasen
- 1954 : Die kleine Stadt will schlafen gehen
- 1955 : Le Joyeux Vagabond
- 1955 : 08/15 s'en va-t-en-guerre
- 1955 : 08/15 Go Home
- 1955 : Urlaub auf Ehrenwort
- 1955 : Der Pfarrer von Kirchfeld
- 1955 : Zwei blaue Augen
- 1956 : Ein tolles Hotel
- 1956 : Cerises dans le jardin du voisin
- 1956 : Bonjour Kathrin
- 1956 : Dany, bitte schreiben Sie (de)
- 1957 : Fille interdite
- 1957 : Ferien auf Immenhof
- 1957 : Le Fils du boulanger
- 1957 : Kein Auskommen mit dem Einkommen
- 1957 : Das einfache Mädchen
- 1958 : Heimatlos
- 1958 : La Fille Rosemarie
- 1958 : Schwarzwälder Kirsch
- 1958 : Cherchez la femme
- 1959 : Alle lieben Peter
- 1959 : Kriegsgericht
- 1959 : Liebe auf krummen Beinen
- 1959 : Du bist wunderbar
- 1960 : Die Gejagten
- 1961 : Der Hochtourist
- 1961 : Robert und Bertram
- 1963 : Es war mir ein Vergnügen
- 1964 : Un certain désir (Die Lady) de Hans Albin et Peter Berneis
- 1966 : Ganovenehre
- 1967 : Treibgut der Großstadt
- 1967 : Und noch nicht sechzehn
- 1969 : Les petites chattes sont toutes gourmandes
- 1970 : Die Feuerzangenbowle (de)
- 1970 : Was ist denn bloß mit Willi los?
- 1971 : Jürgen Rolands St. Pauli-Report
- 1971 : L'Amour en vacances
- 1971 : Que font ces dames quand leurs maris bossent
- 1972 : Cabaret
- 1973 : Traumstadt
- 1976 : Le Rôti de Satan
- 1979 : Der Durchdreher
- 1981 : Lili Marleen
- 1984 : Tapetenwechsel
- 1988 : La Fiancée thaïlandaise
- 1992 : Happy Birthday, Türke!
- 1997 : Die drei Mädels von der Tankstelle

### Téléfilms
- 1993 : Jeanmaire – Ein Stück Schweiz
- 1999 : Die Spesenreiter
- 2000 : Ein lasterhaftes Pärchen
- 2002 : Edgar Wallace – Die unheimlichen Briefe

### Séries télévisées
- 1960 : Am grünen Strand der Spree
- 1977 : Tatort – Das Mädchen am Klavier
- 1977 : Le Renard – Rêves fleuris
- 1978 : Inspecteur Derrick – Le père de Lissa
- 1980 : Berlin Alexanderplatz
- 1982 : Inspecteur Derrick – L'Homme de Kiel
- 1986 : Un cas pour deux – Famille je vous hais
- 1991 : Un cas pour deux – L'Argent du contrat
- 1992 : Lilli Lottofee
- 1996 : Un cas pour deux – L’Ange de la mort
- 1993–1995 : Salto postale
- 1994 : Die Weltings vom Hauptbahnhof – Scheidung auf Kölsch
- 1994 : Matchball
- 2000 : Die Schule am See – Rote Rosen